# ديمينهيدرينات
الديمينهدرينات، الذي يُسوق باسم درامامين وغرافول من بين أسماء أخرى، هو دواء متاح دون وصفة طبية يُستخدم لعلاج داء الحركة والغثيان. الديمينهدرينات هو دواء مركب من الديفينهيدرامين و8-كلوروثيوفيلين.
الشكل الصيدلاني الأكثر شيوعًا له هو المضغوطات، ولكنه متوفر أيضًا على شكل سائل وتحاميل.

## الاستخدامات الطبية

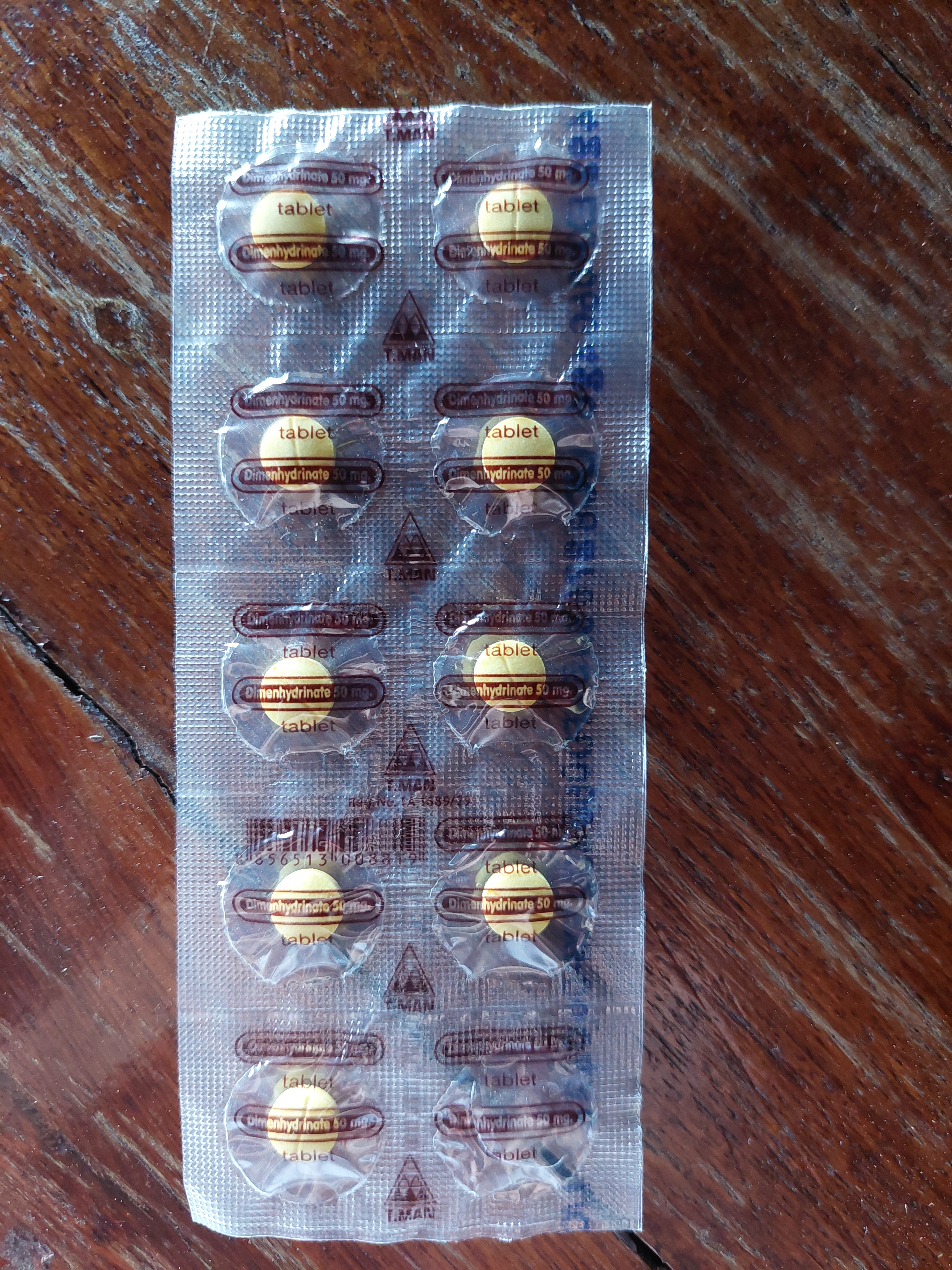
ديمينهيدرينات

الديفينهيدرامين هو المكون الأساسي للديمينهدرينات والمسؤول عن التأثير الأساسي. الفرق الرئيسي عن الديفينهيدرامين النقي هو أن الفعالية الدوائية أقل بسبب دمجه مع 8-كلوروثيوفيلين. يشكل الديفينهيدرامين 53% إلى 55.5% من الديمينهدرينات من ناحية الوزن.

### الغثيان
الديمينهدرينات (يُسوق باسم غرافول في كندا ودرامامين في المملكة المتحدة والولايات المتحدة) هو مضاد هستامين متاح دون وصفة طبية (أو تي سي) يُوصف للوقاية من الغثيان والقيء الناتجين عن عدة أسباب والتخفيف منهما. وهو مناهض لمستقبلات إتش1 يوضح فعالية مضادات الكولين.

## الاستعمال الاستجمامي
يُستخدم الديمينهدرينات مسببًا للهذيان بشكل استجمامي. تتضمن المصطلحات العامية للدرامامين المستخدمة بهذه الطريقة «دراما»، و«دايم»، و«مضغوطات الدايم»، و«دي-كيو»، و«المادة د»، و«د هاوس»، و«درامس». يُشار إلى تعاطي الدرامامين أحيانًا باسم التمسرح أو «الذهاب برخص شديد»، في إشارة إلى كمية أقراص الدرامامين اللازمة بشكل عام للذهاب في «رحلة».
أبلغ العديد من المستخدمين عن بروفيل للتأثيرات الضارة يوافق التسمم القلوي التروباني (مثل الأتروبين) إذ يظهر كلاهما مناهضةً لمستقبلات الأستيل كولين المسكارينية في كل من الجهاز العصبي المركزي والجهاز العصبي الذاتي، ما يثبط العديد من مسارات نقل الإشارة. في الجهاز العصبي المركزي، يعبر الديفينهيدرامين الحاجز الدموي الدماغي بسهولة، ما يؤثر على القشرتين البصرية والسمعية.
تحدث تأثيرات أخرى في الجهاز العصبي المركزي داخل الجهاز النطاقي (الجهاز الحوفي) والحُصين، ما يسبب تشوشًا ذهنيًا وفقدان ذاكرة مؤقتًا بسبب نقصان إشارات الأستيل كولين. تظهر السمية أيضًا في الجهاز العصبي الذاتي، عند الموصل العصبي العضلي في المقام الأول، ما يؤدي إلى الرنح، والآثار الجانبية خارج الهرمية، والشعور بالثقل في الساقين، وأيضًا في الموصلات الودية ما بعد العقدية، ما يسبب احتباس البول، واتساع حدقة العين، وتسرع القلب، والتبول غير المنتظم، والجلد الأحمر الجاف الناجم عن انخفاض إفرازات الغدد خارجية الإفراز والأغشية المخاطية. قد تؤدي الجرعة الزائدة الكبيرة إلى احتشاء عضلة القلب (النوبة القلبية)، واضطراب نظم القلب الخطير، والغيبوبة، والموت. يُعتقد أن بروفيل التأثيرات الضارة هذا يمنح مضادات الهيستامين من فئة الإيثانولامين احتمالًا منخفضًا نسبيًا لحدوث إدمان. الفيزوستيغمين هو الترياق النوعي للتسمم بالديمينهدرينات، ويُعطى وريديًا في المستشفى عادة.

## الأسماء التجارية
يُسوق الديمينهدرينات تحت العديد من الأسماء التجارية: في الولايات المتحدة الأمريكية، والمكسيك، وصربيا باسم درامامين؛ وفي أوكرانيا باسم دريمينيت؛ وفي كندا، وكوستاريكا، والهند باسم غرافول؛ وفي آيسلندا باسم غرافامين؛ وفي روسيا وكرواتيا باسم درامينا؛ وفي جنوب أفريقيا وألمانيا باسم فوميكس؛ وفي أستراليا والنمسا باسم فيرتيروزن؛ وفي البرازيل باسم درامين؛ وفي كولومبيا باسم مارول؛ وفي الإكوادور باسم أناوتين؛ وفي المجر باسم ديدالون؛ وفي السويد باسم كالما أو أرليفيرت؛ وفي إندونيسيا باسم أنتيمو؛ وفي إيطاليا باسم زامامينا أو فولانتن؛ وفي البيرو باسم غرافيكال؛ وفي بولندا وسلوفاكيا باسم أفيومارين؛ وفي البرتغال باسم فايبوم، وفوميدرين، وإنجومين؛ وفي إسبانيا باسم بيودرامينا؛ وفي تايلاند باسم دايمينن؛ وفي إسرائيل باسم ترافامين؛ وفي باكستان باسم غرافانيت؛ وفي إثيوبيا باسم ديمينهدرينات.

## الثقافة الشعبية
أنتجت فرقة موديست ماوس أغنية بعنوان «درامامين» في ألبومها الأول هذه رحلة طويلة دون التفكير بأي شيء (ذيس إز أ لونغ درايف فور سامون ويذ نوثينغ تو ثينك أباوت) الذي صدر في عام 1996. تستخدم الأغنية الآثار الجانبية للدواء مجازًا للحالة المتدهورة لعلاقة شخصية ما.